# Streptogyna americana
Streptogyna americana är en gräsart som beskrevs av Charles Edward Hubbard. Streptogyna americana ingår i släktet Streptogyna och familjen gräs. Inga underarter finns listade i Catalogue of Life.